# Blumeopsis
Blumeopsis là một chi thực vật có hoa trong họ Cúc (Asteraceae).

## Loài
Chi Blumeopsis gồm các loài: